# 苯炔
芳炔是从芳环去除两个邻位取代基后（剩下含两个电子的两个轨道）得到的电中性活性中间体。 与碳烯和氮烯类似，芳炔也有单线态和三线态各一个。
苯炔（C6H4，右图标号1）是最简单的芳炔。为防止被误理解为含普通叁键的物种，也可称其为“二脱氢苯”或“邻二脱氢苯”。苯炔类似苯，也有结构1和2间的共振式，从而有一定的稳定作用。两个共振结构的综合表示方法为图3。从图4b可以看出，在苯炔中多出的π键是定域的，与环其他π键呈正交。除了常见的叁键表示法以外，也可将苯炔描述为双自由基，即在普通的凯库勒苯结构式上，再加上两个邻位的自由基点符。
受叁键影响，苯炔活性很高。在普通炔中，未杂化的p轨道是在键轴上下相互平行的，以达到最大程度的轨道重叠。但在苯炔中受环的限制，p轨道被扭曲，重叠未达到最大。这一性质使得苯炔可被环戊二烯捕获，形成加合物。
二脱氢苯双自由基有三种可能的形式，即1,2-、1,3-和1,4-二脱氢苯。计算得到的三者的能量分别为444、510和577 kJ/mol。其中1,4-双自由基是Bergman环化反应中的中间体。普林斯顿大学的梅特兰·琼斯教授曾对三者的互相转化做过研究。

## 芳炔化学
芳炔一般由强碱处理芳卤而得。芳炔最重要的反应是与双烯的狄尔斯-阿尔德反应。一个经典的例子是用苯炔与四苯基环戊二烯酮进行反应，再经脱羰产生1,2,3,4-四苯基萘的反应。另一个例子是用四溴苯与正丁基锂和呋喃反应，制取四氢蒽；反应产生syn和anti异构体的混合物，可借助两者在甲醇中的溶解性差异进行分离。
蒽中间的环作受体与芳炔进行狄-阿反应，最终可得三蝶烯。以正丁基锂为碱，用两分子蒽与1,2,4,5-四溴苯进行反应，可类似地得到五蝶烯。
芳炔也可对具亲核/亲电兼性的底物（如丙二酸酯）进行碳-碳键插入，扮演一个具重键的亲电体，如下图所示。苯炔的制取前体是三氟甲磺酸(2-三甲硅基苯)酯。

## 二脱氢苯的互相转化
有认为苯基取代的芳炔前体(1)在900°C热解为苊烯(7)时，涉及一步从1,2-到1,3-二脱氢苯的转化。
这一反应涉及很多活性中间体。首先是苯基苯酐裂解为邻苯基芳炔(2)，(2)再缩环，得乙烯叉碳烯(3)。而(3)通过对分子内苯环邻位的C-H键插入，转化为戊搭烯(4)，(4)再经一个类似的逆过程，得挤出产物乙烯叉碳烯(5)。(5)经顺反异构变为(6)，(6)最后发生分子内插入，得苊烯。
同位素攀移结果证实了芳炔(2)中存在从1,2-到1,3-二脱氢苯的苯基迁移过程。用ipso碳为C-13的原料，据所示机理，C-13应留在苊烯的ipso位。事实上得到9%的桥碳被标记的产物，说明有15%的(2)异构化为1,3-二脱氢苯(A)。

## 应用范围
如：一咪唑衍生物在串联反应中三次与苯炔反应，用于合成新颖的芳胺产物。
三氟甲磺酸(2-三甲硅基苯)酯是有机合成中广泛使用的苯炔前体，生成苯炔的反应条件温和。继 Guitiàn、Perez 等的重要研究之后，目前已知芳炔可参与钯催化的反应，且其高反应性可用于捕获相当不稳定的含Pd物种。例如，经酰基肟与Pd(0)的氧化加成产生的氮杂钯(II)配合物，可与芳炔作用发生钯氨基化，并经C-H活化，最终得菲啶和异喹啉衍生物，产物可用于生化实验之中。